# Regel van Hund
De regel van Hund is een regel in de scheikunde die opgesteld is door Friedrich Hund (1896 - 1997), een Duitse fysicus.
In een subniveau van een hoofdniveau van de energietoestand van een elektron, worden de elektronen over de orbitalen verdeeld zodanig dat er zo veel mogelijk ongepaarde elektronen voorkomen. Het is immers zo dat twee elektronen in eenzelfde orbitaal meer repulsie ondervinden dan twee elektronen in twee orbitalen.
In de atoomfysica wordt deze regel vertaald op de volgende manier: wanneer het niet centrale deel van de coulombinteractie tussen de elektronen in rekening is gebracht, zijn de energieniveaus van de grondtoestandselektronenconfiguratie opgesplitst in termen. De term met het hoogste spinimpulsmoment heeft de laagste energie. Wanneer er hiervan meerdere termen zijn, dan is het van deze termen die met het hoogste baanimpulsmoment.